# 213
Правління Каракалли в Римській імперії. У Китаї продовжується криза династії Хань, найбільшою державою на території Індії є Кушанська імперія, у Персії доживає останні роки Парфянське царство.
На території лісостепової України Черняхівська культура. У Північному Причорномор'ї готи й сармати.

## Події
- Імператор Каракалла здійснює успішний похід проти алеманів і хаттів на береги Майну і отримує титул Германіка.
- Цао Цао отримав у володіння 10 міст, які згодом стануть державою Вей.

## Народились
- Клавдій II, майбутній римський імператор.